# فرنسيسكو كانيت
فرنسيسكو كانيت (بالإسبانية: Francisco Cañete)‏ هو مدرب كرة قدم ولاعب كرة قدم تشيلي، ولد في 5 نوفمبر 1976 في تشيلي. لعب مع كولو-كولو.